# Wer war Edgar Allan?
Wer war Edgar Allan? ist eine österreichisch-deutsche Fernseh-Koproduktion aus dem Jahre 1984 auf Grundlage des gleichnamigen postmodernen Romans des österreichischen Schriftstellers Peter Rosei von 1977. Die Erstausstrahlung fand am 12. Januar 1986 im ZDF statt.

## Handlung
Ein namenloser deutscher Kunststudent, antriebs- und orientierungslos, reist nach Venedig, wo er mittels Alkohol und Drogen versucht, seiner langweiligen Realität zu entfliehen. Sein Vater, der kurz darauf stirbt, hinterlässt ihm ein beträchtliches Erbe, was den Sohn sämtlicher Geldsorgen enthebt. Fortan kümmert er sich nicht mehr um sein Studium, sondern streift ziellos durch Venedig und dessen Nachtleben. Beim Herumstreifen durch die Stadt und deren Cafés und Bars lernt er einen Amerikaner kennen, der sich „Edgar Allan“ nennt – dessen Vater habe ihm den Namen angeblich als Hommage an den bekannten Schriftsteller Edgar Allan Poe gegeben. Der Student ist von dem etwa 50-jährigen mysteriösen Mann fasziniert, der wie er selbst ziellos durch die Stadt zu streifen scheint. Der Student lernt noch weitere merkwürdige Personen kennen, darunter eine geheimnisvolle Contessa, die bald darauf vom Dachgarten ihres Palazzo in den Tod stürzt. Und immer wieder taucht der undurchsichtige „Edgar Allan“ auf und weitere seltsame Dinge geschehen. Der Student vermutet schließlich, dass „Edgar Allan“ mit allen diesen Ereignissen und dem Tod der Contessa zu tun hat.
Am Ende versucht der Student herauszufinden, wer dieser ominöse „Edgar Allan“ eigentlich ist, doch je mehr er sich bemüht, desto aussichtsloser scheint sein Unterfangen zu werden und desto schwieriger wird es für ihn – gefördert durch Alkohol- und Drogenkonsum – Einbildung und Wirklichkeit auseinanderzuhalten. Schließlich beginnt der Student, an der eigenen Identität zu zweifeln.

## Rezeption
Bei der Erstausstrahlung sowohl in Deutschland als auch in Österreich floppte der Film. In Österreich war die Einschaltquote sogar die niedrigste jemals erzielte. Bereits ein Jahr später jedoch wurde Hanekes Film in der „Panorama“-Reihe der Berlinale gezeigt und von der Kritik sehr gelobt.

## Literarische Vorlage
- Peter Rosei: Wer war Edgar Allan? Residenz Verlag, Salzburg 1977, ISBN 3-7017-0174-1.